# Пан (кратер)
Пан (лат. Pan) — крупнейший ударный кратер Амальтеи, спутника Юпитера. В диаметре составляет порядка 100 км, а его минимальная глубина — 8 км. Занимает значительную часть спутника. Примерные координаты центра — 55° с. ш. 35° в. д. / 55° с. ш. 35° в. д.. Кратер Пан был обнаружен на снимках космического аппарата «Вояджер-1» в 1979 году, а в дальнейшем его снимал аппарат «Галилео», работавший в системе Юпитера с 1995 по 2003 года.
Кратер назван в честь Пана — бога лесов, покровителя охотников и пастухов, сына Амальтеи и Гермеса. Это название было утверждено Международным астрономическим союзом в 1979 году.